# 林健華
林健華（英語：Joanus Lam，9月2日—），香港作曲人、作詞人、編曲人及音樂製作人。他的代表曲目包括：陳奕迅的《與我常在》、《我的快樂時代》、古巨基的《必殺技》、張學友的《有病呻吟》、梁詠琪的《你救哪一個》、莫文蔚的《忽然之間》等等。

## 簡歷
林健華于1995年組成三人樂隊[Black Box]推出第一張專輯[這片悠然地方]正式出道，次年受滾石唱片賞識加盟旗下龍捲風，1997年遠赴台灣發展，後來樂隊解散，他轉型為幕後音樂人，並創立J. Music（拾點音樂）經理人公司，簽下不少歌手包括周國賢、張繼聰、王若琪、梁佑嘉等人。

## 獎項

### 1997年
陳奕迅 - 與我常在（曲）
- 第二十一届香港电台十大中文金曲 - 最佳原创歌曲

### 1998年
陳奕迅 - 我的快樂時代（曲／編／監）
- 叱咤乐坛至尊唱片大奖 - 至尊唱片大奖

### 2001年
張學友 - 有病呻吟（曲／編）
- 四台聯頒歌曲大獎（TVB，商業電台，香港電台，新城電台）
- 叱咤樂壇專業推介至尊金曲
- 第二十四屆香港电台十大中文金曲
- 新城勁爆金曲
- CASH 最佳中文流行歌曲獎
- 全國最受歡迎中文流行歌曲金獎
- 金帆音樂大獎最佳男歌手演繹獎

### 2003年
古巨基 - 必殺技（曲）
- 叱咤樂壇流行榜頒獎典禮 - 專業推介 叱咤十大 第二位
- 叱咤樂壇流行榜頒獎典禮 - 叱咤樂壇我最喜愛的歌曲
- TVB 十大勁歌金曲頒獎禮- 最受歡迎網絡金曲獎
- 第二屆東南勁爆音樂榜：港台地區勁爆十大金曲
- 新城勁爆頒獎禮 - 新城勁爆歌曲

### 2007年
Twins - 飄零燕（曲）
- TVB8金曲榜頒獎典禮- 金曲獎
- 第七屆全球華語歌曲排行榜- 年度二十大金曲
- TVB勁歌金曲優秀選第二回- 入選歌曲
- 新城國語力頒獎禮- 新城國語力歌曲

### 2008年
古巨基 - 眼睛不能沒眼淚（曲）
- TVB十大勁歌金曲頒獎典禮- 十大勁歌金曲
- 第三十一屆十大中文金曲頒獎典禮- 十大中文金曲獎
- SINA Music樂壇民意指數頒獎禮
- 第六屆勁歌王頒獎典禮- 金曲獎（粵語）

### 2010年
張繼聰 - 亂世佳人（曲／詞／監）
- 新城勁爆創作歌曲獎
- 勁歌王最佳原創歌曲

### 2011年
梁漢文 - 一再問究竟（曲／編／監）
- 新城勁爆歌曲獎
- TVB 十大勁歌金曲頒獎典禮 - 十大勁歌金曲

## 作品

### 1995年
- 吳倩蓮 - 矛盾追憶（詞）

### 1996年
- 夏韶聲 - 擔憂（曲、詞）
- 蘇慧倫 - 動情（曲、詞）

### 1997年
- 陳奕迅 - 與我常在（曲）
- 李心潔 - 他（曲、編）
- 劉德華 - 另一半（詞）
- 林玉婷 - 墮落的承諾（曲、編）
- 林玉婷 - 擺脫（曲、編）
- 林玉婷 - 愛情早餐（曲）
- 陳松伶 - 晴天（曲、詞、編、監）

### 1998年
- 陳松伶 - 同齡女子（曲、編）
- 陳松伶 - 趕路（曲、編）
- 陳松伶 - 普通人（曲、編）
- 陳奕迅 - 我的快樂時代（曲、編、監）
- 陳奕迅 - 我甚麼都沒有（編、監）
- 許志安 - 眼緣（曲）
- 超 仁 - 莫明奇妙（曲）
- 范文芳 - Summer Rain（曲）
- 范文芳 - 搬家（曲）
- 林憶蓮 - 該不該（曲）
- 古巨基 - 一知半解（編）

### 1999年
- 莫文蔚 - 忽然之間（曲、編、監）
- 蘇慧倫 - Happy Hours（曲）
- 蘇慧倫 - 變得堅強（曲）
- 古巨基 - 磨利刀（曲、編）
- 陳慧嫻 - 正是愛（曲、編）
- 陳慧嫻 - 山手線（編）
- 張學友 - 壞x 5（曲、編）
- 張學友 - 認床（曲、編）
- 李心潔 - 口袋（曲）
- 杜德偉 - 情人（曲）
- 范文芳 - LUV（曲）
- 毛　寧、張信哲 - 點一首歌（曲）
- 鄭中基 - 撒野（編）
- 鄭中基 - 想愛你（編：林健華、吳慶隆）

### 2000年
- 古天樂、李彩樺 - 一眼驚喜（曲）
- 古巨基 - 跳飛機（曲、編）
- 梅艷芳 - 我很快樂（曲）
- 尹子維 - 怕黑 （曲、編、監）
- 尹子維 - 壞x 5 （曲、編、監）
- 尹子維 - 認床 （曲、編、監）
- 彭靖惠 - 大家都說我愛你（曲）
- 任賢齊 - 不單愛你這些（曲）

### 2001年
- 古巨基 - 心跳時刻（曲、編）
- 古巨基 - 獨行俠（曲、編）
- 張學友 - 有病呻吟（曲、編）
- 陳冠希 - 凍飲（曲）
- 鄭伊健 - 愛上一個人（曲）
- 鄭伊健 - 最高收視（曲）
- 高晨維 - 維失愛情（曲）
- 陳予新 - 稀有動物（曲）
- 趙之璧 - 愛就是（曲）

### 2002年
- 梁詠琪 - 你救那一個（曲）
- 梁詠琪 - 咖啡伴侶（曲、編）
- 梁詠琪 - 螞蟻（曲）
- 郭富城 - 無常（詞、編、監）
- 郭富城 - 我勇敢（曲（張繼聰合寫）、詞、編、監）
- 郭富城 - 一個人的佳節（曲（張繼聰合寫）、編、監）
- 鄭秀文 - 激安百貨（曲（張繼聰合寫））
- 王　喜 - 開玩笑（曲、詞）
- 許志安 - DI LI DA LI（曲）
- 可米小子 - 青春無敵（曲）
- 丁文琪 - 失眠的秋千（曲）
- 鄭希怡 - 有心人（詞）（別名：樂魚）
- 黃秋生 - 幸福摩天輪（編）
- 陳冠希 - 求饒（詞（李智勝合寫））

### 2003年
- 古巨基 - 必殺技（曲）
- 古巨基 - Forward Your Love（曲（張繼聰合寫））
- Boy'z - Girls（曲）
- Boy'z - 玻璃少女（曲）
- 張智霖 - 相愛無夢（TVB劇集《西關大少》主題曲）（曲）
- 蕭正楠 - ABCD...（曲）
- 容祖兒 - 會很美（曲（張繼聰合寫））
- 關心妍 - 愛與被愛（曲）
- 余文樂 - 兩湯一面（曲（張繼聰合寫））
- 3G - 我要造勢（曲、詞（別名：單企人）、監）
- 3G - 投降（曲、詞（別名：單企人）、監）
- 3G - 得個講字（曲、詞（別名：單企人）、監）
- 3G - 女元氣（曲、詞（別名：單企人）、監）
- 3G - 複制我（曲、詞（別名：單企人）、監）
- 郭富城 - 緣來緣去（電視劇《動感豪情》主題曲）（曲）
- 許紹洋 - 孤獨王（曲）

### 2004年
- Boy'z - U2（曲）
- 劉若英 - 聽說（曲）
- 吳浩康 - 擇日失戀（曲）
- 李克勤 - 六呎風雲（曲：林健華、劉穗京、陳子敏）
- 梁漢文 - 八里公路（曲）
- 蕭正楠 - 趁年輕（曲）
- 董敏莉 - 遊客（曲、編：林健華、劉穗京）
- 關智斌 - 眼紅館（曲）
- 關智斌、梁洛施 - 愛神之箭（曲：林健華、劉穗京、陳子敏）
- 方力申 - 拖拖拉拉（曲）
- 梁漢文 - 八里公路（曲）
- 品　冠 - 出站（曲）
- 周彥紅 - 美麗心靈（電視劇《美麗心靈》片頭曲）（曲）
- 窦智孔 - 你想聽的話（電視劇《香草戀人館》片頭曲）（曲）
- 窦智孔 - 不倒翁（電視劇《香草戀人館》片尾曲）（曲）
- 周國賢 - 黃金入球（《踢出我天地》卡通片主題曲）
- 周國賢、葉文輝 - 一邊愛（監）
- 周國賢、林一峰、at17、薛凱琪 - 肥貓最強（《加菲貓》主題曲）（監）
- 周國賢 - 物極必反（曲／監）
- 周國賢 - 周國賢同名EP全部歌曲（監）
- 周國賢 - 大條樂理（曲、詞（火火合寫）、監）
- 周國賢 - 好自為之（曲詞（周國賢合寫）、監）
- 周國賢 - 溫室氣球 專輯全部歌曲（監）
- 鄭秀文 - 世界之最（我願意）（編：馮家能、林健華）

### 2005年
- 關智斌 - 雪女（曲（張繼聰合寫））
- 謝霆鋒 - 恐龍化石（曲）
- 謝霆鋒 - 塞車（監）
- 謝霆鋒 - 糾纏（監）
- 王浩信 - 別怕（曲（張繼聰合寫）、詞（別名：單企人）、監）
- 郭富城 - 我BUY（曲（張繼聰合寫）、編（Barry Chung合編）、監）
- 張繼聰 - To Be Or Not To Be 專輯全部歌曲（監）

### 2006年
- 陳紀匡 - 相愛的勇氣（曲）
- 王浩信 - 不散不見（曲（張繼聰合寫）、監）
- 香蕉俱樂部 - 鐵之戀人（曲（張繼聰合寫）、詞（別名：單企人）、監）
- 許志安 - 何慧愛（曲（馮家能合寫）、監）
- 胡　琳 - 自由像你（曲（張繼聰合寫）、監）
- 胡　琳 - 綠野聲蹤（監）
- 張繼聰、葉文輝 - 只有我是最愛你（監）
- EO2 - 大難不死（編、監（張繼聰合編、監））
- 周國賢 - 光（監）
- 張繼聰 - 張繼聰同名 專輯全部歌曲（監）
- Zarahn - 十二優 專輯全部歌曲（監）
- 張敬軒 - 騷靈情歌（曲）

### 2007年
- Twins - 飘零燕（曲）
- 胡　琳 - 間尺（監）
- 張繼聰、葉文輝 - 激嬲你（監）
- Sun Boy'z - 左右（監（張繼聰合監））
- 李逸朗 - 榕樹（監（張繼聰合監））
- 李逸朗 - 透明人（監（張繼聰合監））
- 李逸朗 - 水（詞（張繼聰合寫／監（張繼聰合監））
- 李逸朗 - 日光（監（張繼聰合監））
- 森美移動 - 點解你唔郁（監（張繼聰合監））
- 森美移動 - 四仔（監（張繼聰合監））
- 森美移動 - 健美先生（監（張繼聰合監））
- 張繼聰 - Kidult專輯全部歌曲（監）
- 張繼聰 - Check Point 新曲+精選 專輯全部歌曲（監）
- Zarahn - 12A Acoustic 專輯全部歌曲（監）
- Zarahn - 怪誕城之夜 EP全部歌曲（監）
- 鄧穎芝 - Summer Never Ends（監）

### 2008年
- 古巨基 - 眼睛不能沒眼淚（曲）
- 古巨基 - 给幸福一个机会（曲）
- 范萱蔚 - 我買自己（監）
- 王若琪 - 懶（曲（黃曉輝合寫）、編、監）
- 王若琪 - 金字塔（曲詞（王若琪合寫）、編、監）
- 王若琪 - 左手（曲詞（王若琪合寫）、編、監）
- 王若琪 - I'm not alone（曲、編、監）
- 王若琪 - Moon Eclipse 專輯全部歌曲（監）
- 張繼聰 - Rock & Break 專輯全部歌曲（監）

### 2009年
- 古巨基 - 因爲了解,所以分手？（曲）
- 古巨基 - 萬般帶不走（監）
- 方皓玟 - Take A Bath（曲）
- 蕭　潇 - 倒刺（監）
- 張繼聰、李國毅、黃信曰 - 成長的痕迹（曲、詞、監）
- 張繼聰、李國毅、黃信曰 - 蓮花雨（曲、詞、監）
- 張繼聰、李國毅、黃信曰 - 緣分聊天室（監）
- 張繼聰、李國毅、黃信曰 - 夢裏相見（監）
- 王若琪 - 走在路上哭（曲、詞、監）
- 王若琪 - 軒轅會歌（曲、詞、編、監）
- 周國賢 - 無顧慮的親密（監）
- 周國賢 - College 新曲 + 精選 專輯全部歌曲（監）
- 張繼聰 - B.C.EP全部歌曲（監）

### 2010年
- 古巨基 - 鑽石敗犬（曲）
- 吳若希 - 我的大日子（監）
- 張繼聰 - 亂世佳人（曲、詞、監）
- 張繼聰 - 靓餐死（曲、監）
- 梁佑嘉 - 完美先生（曲、編（Jimmy Fung合編）、監）
- Blackbox - 四十筆畫（曲、監）
- Blackbox - My World EP全部歌曲（監）
- 王若琪 - 破镜（編（張家誠合編）、監）
- 王若琪 - 左手（監）
- 張繼聰 - 456 EP全部歌曲（監）

### 2011年
- 梁漢文 - 一再問究竟（曲、編、監）
- 梁漢文 - 外遇（曲、編、監）
- 宋嘉其 - 超級秒殺（曲、編、監）
- 梁佑嘉 - Abella 前奏曲（曲、監）
- 梁佑嘉 - 第二次戀人（曲、詞、編（張家誠合編）、監）
- 梁佑嘉 - 快（曲、監）
- 梁佑嘉 - 愛是寂寞的一場戲（詞（Jimmy Fung合寫）、監）
- 梁佑嘉 - 阿貝拉的秘密（曲（王若琪合寫）、監）
- 梁佑嘉 - 彼得保羅與瑪莉（曲、編、監）
- 梁佑嘉 - Abella 結尾曲（曲、監）
- 梁佑嘉 - 最好結局（曲、編（張家誠合編）、監）
- 梁佑嘉 - 完美先生 Remix（曲、監）
- 梁佑嘉 - 我們這一家（曲、監）
- 梁佑嘉 - 我們家（曲、監）
- 梁佑嘉 - To My Best Friend（曲、監）
- 梁佑嘉 - Abella 梁佑嘉 專輯全部歌曲（監）
- 梁佑嘉 - Abella 1/2 梁佑嘉 EP全部歌曲（監）
- 鄒文正 - 我是人（監）
- 鄒文正 - 留低她與廁所（監）
- 鄒文正 - 肚餓（監）

### 2012年
- 古巨基 - Shirley（曲）
- 古巨基 - 幸福方舟（曲）
- 王若琪 - 血中花（曲、詞（王夢茵合寫）、監）
- 梁漢文 - 大男人情歌（曲、詞、監）
- 梁佑嘉 - Bye Bye Love（曲、監）
- 梁佑嘉 - 偶像劇（曲、監）
- 梁佑嘉 - 好人好者（曲、詞、監）
- 梁佑嘉 - 捍衛愛情（曲、監）
- 梁佑嘉 - 最好結局（曲、監）
- 梁佑嘉 - 雜物小姐（曲、監）
- 梁佑嘉 - 戲子（曲、監）
- 梁佑嘉 - 帶自己旅行（曲、監）
- 梁佑嘉 - Valentine's Day（香港電台情人節歌曲）（曲、詞、監）
- 梁佑嘉 - Abella 3 梁佑嘉 專輯全部歌曲（監）
- Ice Lee - 終于哭了（曲）
- 葉俊亨 - 口賤（監）
- 葉俊亨 - 人車戀（詞、監）
- 葉俊亨 - 摩斯與柯南（監）
- 葉俊亨 - 凡人天使（監）
- 王若琪 - 救贖者 EP全部歌曲（監）

### 2013年
- 梁漢文 - 反情歌（曲、編、監）

## 外部連結
- 拾點音樂官方個人簡介 （页面存档备份，存于）